# A Parkműsor epizódjainak listája
Ez a cikk a Parkműsor epizódjait sorolja fel.

## Évadáttekintés
| Évad | Évad               | Epizódok    | Eredeti sugárzás     | Eredeti sugárzás    | Magyar sugárzás                | Magyar sugárzás                |
| Évad | Évad               | Epizódok    | Évadbemutató         | Évadzáró            | Évadbemutató                   | Évadzáró                       |
| ---- | ------------------ | ----------- | -------------------- | ------------------- | ------------------------------ | ------------------------------ |
|      | Kísérleti epizódok | 2           | 2005                 | 2006                | Nem jelent meg Magyarországon. | Nem jelent meg Magyarországon. |
|      | Próbaepizód        | Próbaepizód | 2009. augusztus 14.  | 2009. augusztus 14. | 2012. május 19.                | 2012. május 19.                |
|      | 1.                 | 12          | 2010. szeptember 6.  | 2010. november 22.  | 2011. november 26.             | 2012. január 14.               |
|      | 2.                 | 28          | 2010. november 29.   | 2011. augusztus 22. | 2011. december 4.              | 2012. május 20.                |
|      | 3.                 | 40          | 2011. szeptember 9.  | 2012. szeptember 3. | 2012. augusztus 20.            | 2015. október 31.              |
|      | 4.                 | 40          | 2012. október 1.     | 2013. augusztus 12. | 2013. június 7.                | 2015. október 31.              |
|      | 5.                 | 40          | 2013. szeptember 2.  | 2014. augusztus 14. | 2014. április 26.              | 2014. december 12.             |
|      | 6.                 | 31          | 2014. október 9.     | 2015. június 25.    | 2015. március 30.              | 2016. április 30.              |
|      | 7.                 | 39          | 2015. június 26.     | 2016. június 30.    | 2016. július 11.               | 2016. október 30.              |
|      | Film               | Film        | 2015. november 25.   | 2015. november 25.  | 2016. január 16.               | 2016. január 16.               |
|      | 8.                 | 31          | 2016. szeptember 26. | 2017. január 16.    | 2017. február 6.               | 2017. október 31.              |

## Kísérleti epizódok
| #  | Eredeti cím                  | Magyar cím               | Író           | Eredeti bemutató | Magyar bemutató |
| -- | ---------------------------- | ------------------------ | ------------- | ---------------- | --------------- |
| K1 | The Naive Man from Lolliland | A naiv ember Lolliföldön | J. G. Quintel | 2005.            |                 |
| K2 | 2 in the AM PM               | Mikor 2-t üt az óra      | J. G. Quintel | 2006.            |                 |

## Próbaepizód
| # | Eredeti cím  | Magyar cím | Író           | Eredeti bemutató    | Magyar bemutató |
| - | ------------ | ---------- | ------------- | ------------------- | --------------- |
| 0 | Regular Show | Parkműsor  | J. G. Quintel | 2009. augusztus 14. | 2012. május 19. |

## Epizódok

### 1. évad (2010)
| Sor. | Év. | Cím                                                     | Rendező                          | Író                                        | Premier                                 | Nézettség   | Gyártási szám |
| ---- | --- | ------------------------------------------------------- | -------------------------------- | ------------------------------------------ | --------------------------------------- | ----------- | ------------- |
| 1.   | 1.  | A varázsszintetizátor (The Power)                       | Robert Alvarez és Brian Sheesley | J. G. Quintel                              | 2010. szeptember 6. 2011. november 26.  | 2,10 millió | 697-003       |
| 2.   | 2.  | A székállítás gagyi (Just Set Up the Chairs)            | Robert Alvarez és Brian Sheesley | Sean Szeles és Shion Takeuchi              | 2010. szeptember 20. 2011. november 26. | 1,90 millió | 697-004       |
| 3.   | 3.  | Koffeinadta koncertjegyek (Caffeinated Concert Tickets) | Robert Alvarez és Brian Sheesley | J. G. Quintel és Mike Roth                 | 2010. szeptember 27. 2011. december 4.  | 1,72 millió | 697-001       |
| 4.   | 4.  | Halálöklös (Death Punchies)                             | Robert Alvarez és Brian Sheesley | J. G. Quintel, Mike Roth és Jake Armstrong | 2010. október 4. 2010. november 27.     | 1,98 millió | 697-007       |
| 5.   | 5.  | Ingyen torta (Free Cake)                                | Robert Alvarez és Brian Sheesley | Kat Morris és Paul Scarlata                | 2010. október 11. 2012. január 8.       | 2,10 millió | 697-011       |
| 6.   | 6.  | A hús nem játék (Meat Your Maker)                       | Robert Alvarez és Brian Sheesley | Sean Szeles és Shion Takeuchi              | 2010. október 18. 2011. december 3.     | 1,87 millió | 697-012       |
| 7.   | 7.  | Grillezett sajt-baj (Grilled Cheese Deluxe)             | Robert Alvarez és Brian Sheesley | Sean Szeles és Shion Takeuchi              | 2010. október 25. 2012. január 14.      | 2,16 millió | 697-008       |
| 8.   | 8.  | Első nap a parkban (The First Day)                      | Robert Alvarez és Brian Sheesley | Kat Morris és Paul Scarlata                | 2010. november 1. 2012. május 22.       | 2,42 millió | 697-005       |
| 9.   | 9.  | Telefonbetyárok (Prank Callers)                         | Robert Alvarez és Brian Sheesley | J. G. Quintel, Mike Roth és Kent Osborne   | 2010. november 8. 2011. november 27.    | 2,10 millió | 697-009       |
| 10.  | 10. | Don (Don)                                               | Robert Alvarez és Brian Sheesley | Benton Connor, Kat Morris és J. G. Quintel | 2010. november 8. 2011. december 10.    | 2,09 millió | 697-006       |
| 11.  | 11. | Az elkódorgott test (Rigby's Body)                      | Robert Alvarez és Brian Sheesley | J. G. Quintel és Mike Roth                 | 2010. november 15. 2011. december 3.    | 1,93 millió | 697-002       |
| 12.  | 12. | Mordecai és a Rigby-k (Mordecai and the Rigbys)         | Robert Alvarez és Brian Sheesley | Sean Szeles és Shion Takeuchi              | 2010. november 22. 2011. december 11.   | 2,03 millió | 697-010       |

### 2. évad (2010–2011)
| #  | Eredeti cím                 | Magyar cím                | Író                                      | Eredeti bemutató   | Magyar bemutató    | Eredeti nézettség (millió fő) |
| -- | --------------------------- | ------------------------- | ---------------------------------------- | ------------------ | ------------------ | ----------------------------- |
| 7  | Ello Govnor                 | Helló kormányzó           | Sean Szeles, Shion Takeuchi              | 2010. november 29. | 2011. december 4.  | 2,067                         |
| 7  | Its Time                    | Az idő minden             | Benton Connor, Calvin Wong               | 2011. január 3.    | 2011. december 17. | N/A                           |
| 8  | Appreciation Day            | A megbecsülés napja       | Kat Morris, Paul Scarlata                | 2011. január 10.   | 2011. december 10. | 1,721                         |
| 8  | Peeps                       | Peeps [pipsz]             | Benton Connor, Calvin Wong               | 2011. január 17.   | 2011. december 12. | N/A                           |
| 9  | Dizzy                       | Megszédülve               | Sean Szeles, Shion Takeuchi              | 2011. január 24.   | 2011. december 18. | 2,103                         |
| 9  | My Mom                      | A mamám                   | Kat Morris                               | 2011. január 31.   | 2011. december 24. | 1,833                         |
| 10 | High Score                  | Tiszteld a rekordert      | Sean Szeles                              | 2011. február 7.   | 2011. december 24. | N/A                           |
| 10 | Rage Against the TV         | TV őrület                 | J. G. Quintel, Mike Roth, John Infantino | 2011. február 14.  | 2011. december 25. | 1,851                         |
| 11 | Party Pete                  | Parti Pete [parti pít]    | Benton Connor, Calvin Wong               | 2011. február 21.  | 2012. április 14.  | 1,724                         |
| 11 | Brain Eraser                | Az agytörlő               | Kat Morris                               | 2011. február 25.  | 2012. április 14.  | 0,905                         |
| 12 | Benson Be Gone              | Egy csónakban             | John Infantino                           | 2011. február 28.  | 2012. április 15.  | 1,868                         |
| 12 | But I Have a Receipt        | A pénzemért bármit        | Kat Morris, Minty Lewis                  | 2011. március 7.   | 2012. április 15.  | 1,749                         |
| 13 | This Is My Jam              | Fülbemászó dallam         | Sean Szeles                              | 2011. március 28.  | 2012. április 21.  | 1,518                         |
| 13 | Muscle Woman                | Tuskó nője                | Sean Szeles                              | 2011. április 4.   | 2012. április 21.  | 1,422                         |
| 14 | Temp Check                  | Zűrös helyettesítő        | Benton Connor, Calvin Wong               | 2011. április 11.  | 2012. április 22.  | 1,689                         |
| 14 | Jinx                        | Balszerencsés beszólás    | Sean Szeles, Henry Yu                    | 2011. április 18.  | 2012. április 22.  | 1,697                         |
| 15 | See You There               | Viszlát a partin          | J. G. Quintel                            | 2011. április 25.  | 2012. május 5.     | 1,742                         |
| 15 | Do Me a Solid               | Tégy egy szívességet      | Kat Morris, Minty Lewis                  | 2011. május 2.     | 2012. május 12.    | 2,042                         |
| 16 | Grave Sights                | Zombiest testközelből     | Benton Connor, Calvin Wong               | 2011. május 9.     | 2012. április 29.  | 1,926                         |
| 16 | Really Real Wrestling       | Az igazi nem mű pankráció | Sean Szeles                              | 2011. május 16.    | 2012. április 29.  | 2,164                         |
| 17 | Over the Top                | Túl a csúcson             | Benton Connor, Calvin Wong               | 2011. május 23.    | 2012. április 28.  | 1,957                         |
| 17 | The Night Owl               | Ki marad fent             | Kat Morris, Minty Lewis                  | 2011. május 30.    | 2012. április 28.  | 2,114                         |
| 18 | A Bunch of Baby Ducks       | Egy csapat kiskacsa       | Kat Morris, Minty Lewis                  | 2011. június 6.    | 2012. május 6.     | 2,328                         |
| 18 | More Smarter                | Az észen túl              | Calvin Wong, Benton Connor               | 2011. június 13.   | 2012. május 6.     | 2,190                         |
| 19 | Karaoke Video               | Karaoke balhé [karaoki]   | Sean Szeles, Shion Takeuchi              | 2011. július 11.   | 2012. május 19.    | 2,634                         |
| 19 | Go Viral                    | A videó királyai          | Benton Connor, Calvin Wong               | 2011. július 18.   | 2012. május 19.    | 2,010                         |
| 20 | The Unicorns Have Got To Go | Ki az unikornisokkal      | Sean Szeles, Dennis Messner              | 2011. július 25.   | 2024. május 21.    | 2,257                         |
| 20 | Skunked                     | A vérborz                 | J. G. Quintel, Sean Szeles               | 2011. augusztus 4. | 2012. május 22.    | 2,149                         |

### 3. évad (2011–2012)
| #  | Eredeti cím                  | Magyar cím                                                                  | Író                                                              | Eredeti bemutató     | Magyar bemutató      | Eredeti nézettség (millió fő) |
| -- | ---------------------------- | --------------------------------------------------------------------------- | ---------------------------------------------------------------- | -------------------- | -------------------- | ----------------------------- |
| 21 | Stick Hockey                 | A hokiasztal                                                                | Sean Szeles, Kat Morris                                          | 2011. szeptember 19. | 2012. augusztus 20.  | 2.000                         |
| 21 | Bet to Be Blonde             | Szőkén szép az élet                                                         | Benton Connor, Calvin Wong                                       | 2011. szeptember 26. | 2012. augusztus 20.  | 1,991                         |
| 22 | Skips Strikes                | Skips tarol                                                                 | Benton Connor, Calvin Wong                                       | 2011. október 3.     | 2012. augusztus 26.  | 2,079                         |
| 22 | Camping Can Be Cool          | Táborozni jó                                                                | Sean Szeles, Kat Morris                                          | 2011. október 17.    | 2012. augusztus 26.  | 2,047                         |
| 23 | Terror Tales of the Park     | Rémtörténetek a parkból                                                     | J. G. Quintel, Ben Adams, Andres Salaff, Sean Szeles, Kat Morris | 2011. október 10.    | 2015. október 31.    | 1,968                         |
| 24 | Slam Dunk                    | Zsákolj!                                                                    | Andres Salaff, Ben Adams                                         | 2011. október 24.    | 2012. szeptember 3.  | 2,079                         |
| 24 | Cool Bikes                   | Király bringák                                                              | Benton Connor & Calvin Wong                                      | 2011. november 7.    | 2012. szeptember 3.  | 1,833                         |
| 25 | House Rules                  | A házirend                                                                  | John Infantino, Andres Salaff                                    | 2011. november 14.   | 2012. szeptember 10. | 2,298                         |
| 25 | Rap It Up                    | A rappárbaj                                                                 | Sean Szeles, Kat Morris                                          | 2011. november 21.   | 2012. szeptember 10. | 2,142                         |
| 26 | Cruisin'                     | Verdázva                                                                    | Benton Connor, Calvin Wong                                       | 2011. november 28.   | 2012. szeptember 17. | 2,172                         |
| 26 | Under the Hood               | A parkpingáló                                                               | Andres Salaff, Toby Jones                                        | 2011. december 12.   | 2012. szeptember 17. | 2,324                         |
| 27 | Weekend at Benson's          | A Benson-buli [ benszon]                                                    | Benton Connor, Hilary Florido                                    | 2012. január 16.     | 2012. szeptember 24. | 1,988                         |
| 27 | Fortune Cookie               | A mázlis süti                                                               | Benton Connor, Hilary Florido, Calvin Wong                       | 2012. január 23.     | 2012. szeptember 24. | 1,864                         |
| 28 | Think Positive               | Csak semmi agresszió                                                        | Sean Szeles, Kat Morris                                          | 2012. január 30.     | 2012. október 1.     | 2,477                         |
| 28 | Skips vs. Technology         | Skips és a technológia átka [ szkipsz]                                      | Calvin Wong, Toby Jones                                          | 2012. február 6.     | 2012. október 1.     | 2,392                         |
| 29 | Butt Dial                    | Hátsó tárcsa                                                                | Sean Szeles, Kat Morris                                          | 2012. február 13.    | 2012. december 3.    | 2,451                         |
| 29 | Eggscellent                  | Grántotta                                                                   | J. G. Quintel                                                    | 2012. február 27.    | 2012. október 8.     | 2,316                         |
| 30 | Gut Model                    | Sörhasú modell                                                              | Sean Szeles, Kat Morris                                          | 2012. március 5.     | 2012. október 8.     | 2,182                         |
| 30 | Video Game Wizards           | Videójáték-mágusok                                                          | Benton Connor, Hilary Florido                                    | 2012. március 26.    | 2012. október 14.    | 2,079                         |
| 31 | Big Winner                   | A nagy nyertes                                                              | Benton Connor, Hilary Florido                                    | 2012. április 2.     | 2012. december 31.   | 2,375                         |
| 31 | The Best Burger in the World | A világ legjobb hambija                                                     | Andres Salaff                                                    | 2012. április 9.     | 2012. október 14.    | 2,456                         |
| 32 | Replaced                     | Felváltva                                                                   | J. G. Quintel, Mike Roth, John Infantino                         | 2012. április 16.    | 2012. december 3.    | 2,300                         |
| 32 | Trash Boat                   | Kukaladik                                                                   | Benton Connor, Hilary Florido                                    | 2012. április 23.    | 2012. december 10.   | N/A                           |
| 33 | Yes Dude Yes                 | Igen, haver, igen                                                           | Sean Szeles, Kat Morris                                          | 2012. május 7.       | 2012. december 27.   | 2,116                         |
| 33 | Busted Cart                  | Csak egy kis vezetés                                                        | Benton Connor, Hilary Florido                                    | 2012. május 14.      | 2012. december 20.   | 2,262                         |
| 34 | Dead at Eight                | Halál fél nyolckor                                                          | Calvin Wong, Toby Jones                                          | 2012. május 28.      | 2012. december 24.   | 2,053                         |
| 34 | Access Denied                | Nincs belépés                                                               | Sean Szeles, Kat Morris                                          | 2012. június 4.      | 2013. január 7.      | 2,585                         |
| 35 | Trucker Hall of Fame         | A kamionosok szentélye                                                      | Calvin Wong, Toby Jones                                          | 2012. június 18.     | 2012. december 31.   | 2,915                         |
| 35 | Muscle Mentor                | Tuskó, a tanár                                                              | Andres Salaff                                                    | 2012. június 11.     | 2012. december 24.   | 2,729                         |
| 36 | Out of Commission            | Üzemen kivül                                                                | Calvin Wong, Toby Jones                                          | 2012. június 25.     | 2013. január 7.      | 2,475                         |
| 36 | Fancy Restaurant             | Puccos étterem                                                              | Calvin Wong, Toby Jones                                          | 2012. július 16.     | 2013. január 14.     | 2,934                         |
| 37 | Diary                        | A napló                                                                     | Andres Salaff, Madeline Queripel                                 | 2012. július 23.     | 2013. január 14.     | 2,630                         |
| 37 | The Best VHS in the World    | A világ legjobb VHS-e [ Video Home Sistem] [ véháess] [videó hóm szisztém ] | Calvin Wong, Toby Jones                                          | 2012. július 30.     | 2013. január 21.     | 2,780                         |
| 38 | Prankless                    | Viccháború                                                                  | Benton Connor, Hilary Florido                                    | 2012. augusztus 6.   | 2013. január 21.     | 2,933                         |
| 38 | Death Bear                   | Dögmedve                                                                    | Sean Szeles, Kat Morris                                          | 2012. augusztus 13.  | 2013. január 28.     | 2,804                         |
| 39 | Fuzzy Dice                   | Nehéz ajándék                                                               | Andres Salaff, Madeline Queripel                                 | 2012. augusztus 20.  | 2013. január 28.     | 2,631                         |
| 39 | Sugar Rush                   | Cukorlöket                                                                  | Benton Connor, Hilary Florido                                    | 2012. augusztus 27.  | 2013. február 4.     | 2,702                         |
| 40 | Bad Kiss                     | Sok hűhó egy csókért                                                        | Sean Szeles, Kat Morris                                          | 2012. szeptember 3.  | 2013. február 4.     | 2,172                         |
| 40 | Fists of Justice             | Az igazság öklei                                                            | Andres Salaff                                                    | 2012. április 30.    | 2013. február 11.    | 2,252                         |

### 4. évad (2012–2013)
| #  | Eredeti cím                 | Magyar cím                                | Író                                                       | Eredeti bemutató    | Magyar bemutató    | Eredeti nézettség (millió fő) |
| -- | --------------------------- | ----------------------------------------- | --------------------------------------------------------- | ------------------- | ------------------ | ----------------------------- |
| 41 | Exit 9B                     | A pokoli kijárat                          | Calvin Wong, Toby Jones, Andres Salaff, Madeline Queripel | 2012. október 1.    | 2013. június 7.    | 3,047                         |
| 42 | Terror Tales of the Park II | Rémmesék II - halloweeni különkiadás      | Benton Connor, Hilary Florido, Sean Szeles, Kat Morris    | 2012. október 15.   | 2015. október 31.  | 3,109                         |
| 43 | Starter Pack                | Újoncnak lenni nem jó                     | Benton Connor, Hilary Florido                             | 2012. október 8.    | 2013. június 14.   | 1,859                         |
| 43 | Pie Contest                 | Pite-bírák                                | Sarah Oleksyk, Hellen Jo                                  | 2012. október 22.   | 2013. június 21.   | 2,616                         |
| 44 | 150 Piece Kit               | A 150-es szett                            | Calvin Wong, Toby Jones                                   | 2012. október 29.   | 2013. június 21.   | 2,112                         |
| 44 | Bald Spot                   | Kopasz folt                               | Andres Salaff, Madeline Queripel                          | 2012. november 12.  | 2013. június 22.   | 2,608                         |
| 45 | Guy's Night                 | Srác-est                                  | Sean Szeles, Kat Morris                                   | 2012. november 19.  | 2013. június 22.   | 2,459                         |
| 45 | One Pull Up                 | Karizom kérdése                           | Sarah Oleksyk, Hellen Jo                                  | 2012. november 26.  | 2013. június 30.   | 2,136                         |
| 46 | The Christmas Special       | Karácsonyi különkiadás                    | Sean Szeles, Kat Morris, Benton Connor, Hilary Florido    | 2012. december 3.   | 2013. december 23. | 2,712                         |
| 47 | TGI Tuesday                 | Na végre, kedd!                           | Calvin Wong, Toby Jones                                   | 2013. január 7.     | 2013. június 28.   | 2,810                         |
| 47 | Firework Run                | Tűzijáték-fuvar                           | Andres Salaff, Madeline Queripel                          | 2013. január 14.    | 2013. június 28.   | 2,237                         |
| 48 | The Longest Weekend         | A leghosszabb hétvége                     | Sarah Oleksyk, Hellen Jo                                  | 2013. január 21.    | 2013. július 5.    | 2,509                         |
| 48 | Sandwich of Death           | Az ölj-szendvics                          | Andres Salaff, Madeline Queripel                          | 2013. január 28.    | 2013. július 12.   | 2,536                         |
| 49 | Ace Balthazar Lives         | Ace Balthazar él! [ ész báltázár]         | Benton Connor, Hilary Florido                             | 2013. február 4.    | 2013. július 5.    | 2,271                         |
| 49 | Do or Diaper                | Csók vagy pelenka                         | Sean Szeles, Kat Morris                                   | 2013. február 11.   | 2013. július 12.   | N/A                           |
| 50 | Quips                       | Quips [kvipsz]                            | Sarah Oleksyk, Hellen Jo                                  | 2013. február 18.   | 2013. július 5.    | 2,426                         |
| 50 | Caveman                     | Az ősember                                | Calvin Wong, Toby Jones                                   | 2013. február 25.   | 2013. november 2.  | 2,441                         |
| 51 | That's My Television        | Az én tévém                               | Andres Salaff, Madeline Queripel                          | 2013. március 4.    | 2013. november 2.  | 2,403                         |
| 51 | A Bunch of Full Grown Geese | Egy csapat felnőtt vadliba                | Calvin Wong, Toby Jones                                   | 2013. március 25.   | 2013. június 30.   | 2,575                         |
| 52 | Fool Me Twice               | Verj át kétszer!                          | Calvin Wong, Toby Jones                                   | 2013. április 1.    | 2013. november 24. | 2,143                         |
| 52 | Limousine Lunchtime         | Ebéd a limuzinban                         | Benton Connor, Hilary Florido                             | 2013. április 8.    | 2013. november 3.  | 2,353                         |
| 53 | Picking Up Margaret         | Margaret fuvarja [márgáret]               | Sean Szeles, Kat Morris                                   | 2013. április 15.   | 2013. november 3.  | 2,264                         |
| 53 | K.I.L.I.T. Radio            | Rádiópokol                                | Benton Connor, Sarah Oleksyk                              | 2013. április 22.   | 2013. november 9.  | 1,942                         |
| 54 | Carter and Briggs           | Carter és Briggs [kárter] [ briggsz]      | Calvin Wong, Toby Jones                                   | 2013. május 6.      | 2013. november 9.  | 2,116                         |
| 54 | Skips' Stress               | Skips stresszel [ szkipsz]                | Andres Salaff, Madeline Queripel                          | 2013. május 13.     | 2013. november 10. | 2,079                         |
| 55 | Cool Cubed                  | Agyfagy                                   | Benton Connor, Hilary Florido                             | 2013. május 20.     | 2013. november 10. | 2,038                         |
| 55 | Trailer Trashed             | Lakókocsi Roncs                           | Calvin Wong, Kat Morris                                   | 2013. május 27.     | 2013. november 16. | 2,038                         |
| 56 | Meteor Moves                | Meteor-smár                               | Benton Connor, Sarah Oleksyk                              | 2013. június 10.    | 2013. november 16. | 2,457                         |
| 56 | Family BBQ                  | Apa Nem Tészta                            | Benton Connor, Hilary Florido                             | 2013. június 17.    | 2013. november 23. | 2,269                         |
| 57 | The Last LaserDisc Player   | Az utolsó LaserDisc [lézerdiszk] lejátszó | Calvin Wong, Toby Jones                                   | 2013. június 24.    | 2013. november 27. | 2,249                         |
| 57 | Country Club                | Kántri Club                               | Andres Salaff, Madeline Queripel                          | 2013. július 1.     | 2013. november 17. | 2,512                         |
| 58 | Blind Trust                 | Vak bizalom                               | Andres Salaff, Madeline Queripel                          | 2013. július 15.    | 2013. november 30. | 2,473                         |
| 58 | World's Best Boss           | A világ legjobb főnöke                    | Kat Morris, James Kim                                     | 2013. július 15.    | 2013. november 23. | 2,473                         |
| 59 | Last Meal                   | Az utolsó nassolás                        | Sarah Oleksyk, Owen Dennis                                | 2013. július 22.    | 2013. november 24. | 2,552                         |
| 59 | Sleep Fighter               | Alva verő                                 | Kat Morris, James Kim                                     | 2013. július 29.    | 2013. november 30. | 2,060                         |
| 60 | Steak Me Amadeus            | Amadeus dollárjai [amadeusz]              | Benton Connor, Hilary Florido                             | 2013. augusztus 5.  | 2013. december 1.  | 2,440                         |
| 60 | Party Re-Pete               | Party Benson [ parti benszon]             | Sarah Oleksyk, Owen Dennis                                | 2013. augusztus 12. | 2013. december 7.  | 2,881                         |

### 5. évad (2013–2014)
| #  | Eredeti cím                            | Magyar cím                                      | Író                                                   | Eredeti bemutató     | Magyar bemutató    | Kód      | Nézettség (millió fő) |
| -- | -------------------------------------- | ----------------------------------------------- | ----------------------------------------------------- | -------------------- | ------------------ | -------- | --------------------- |
| 61 | Laundry Woes                           | A pulóver átka                                  | Hilary Florido, Madeline Queripel                     | 2013. szeptember 2.  | 2014. április 26.  | 1017-123 | 2,12                  |
| 61 | Silver Dude                            | Az ezüst manus                                  | Sarah Oleksyk, Owen Dennis                            | 2013. szeptember 2.  | 2014. május 4.     | 1017-130 | 2,12                  |
| 62 | Benson's Car                           | Benson kocsija                                  | Calvin Wong, Minty Lewis                              | 2013. szeptember 9.  | 2014. április 26.  | 1017-124 | 2,10                  |
| 62 | Every Meat Burritos                    | Burritot mindenek                               | Owen Dennis, Sarah Oleksyk                            | 2013. szeptember 16. | 2014. április 27.  | 1017-125 | 2,46                  |
| 63 | Wall Buddy                             | Fal-haver                                       | Calvin Wong, Minty Lewis                              | 2013. szeptember 23. | 2014. május 4.     | 1017-129 | 2,12                  |
| 63 | A Skips in Time                        | Skips a múltból                                 | Calvin Wong, Toby Jones                               | 2013. szeptember 30. | 2014. május 10.    | 1017-131 | 1,94                  |
| 64 | Survival Skills                        | Hogy éljük túl?                                 | Minty Lewis                                           | 2013. október 14.    | 2014. május 11.    | 1017-134 | 1,87                  |
| 64 | Tants                                  | Nasztal                                         | Hilary Florido, Madeline Queripel                     | 2013. november 4.    | 2014. május 11.    | 1017-133 | 2,07                  |
| 65 | Terror Tales of the Park III           | Rémmesék a parkból III - halloweeni különkiadás | Calvin Wong, Toby Jones, Benton Connor, Andres Salaff | 2013. október 21.    | 2014. október 31.  | 1017-121 | 2,29                  |
| 65 | Terror Tales of the Park III           | Rémmesék a parkból III - halloweeni különkiadás | Calvin Wong, Toby Jones, Benton Connor, Andres Salaff | 2013. október 21.    | 2014. október 31.  | 1017-122 | 2,29                  |
| 66 | Bank Shot                              | Haláli pontosság                                | Owen Dennis, Sarah Oleksyk                            | 2013. november 11.   | 2014. május 17.    | 1017-135 | 1,99                  |
| 66 | Power Tower                            | Izomhegy                                        | Benton Connor, Andres Salaff                          | 2013. november 18.   | 2014. május 17.    | 1017-136 | 2,09                  |
| 67 | The Thanksgiving Special               | A különleges hálaadás                           | Calvin Wong, Toby Jones, Benton Connor, Andres Salaff | 2013. november 25.   | 2014. május 3.     | 1017-126 | 3,04                  |
| 67 | The Thanksgiving Special               | A különleges hálaadás                           | Calvin Wong, Toby Jones, Benton Connor, Andres Salaff | 2013. november 25.   | 2014. május 3.     | 1017-127 | 3,04                  |
| 68 | The Heart of a Stuntman                | Kaszkadőrszív                                   | Calvin Wong, Minty Lewis                              | 2013. december 2.    | 2014. május 18.    | 1017-137 | 2,03                  |
| 68 | New Year's Kiss                        | Újévi csók                                      | Hilary Florido, Madeline Queripel                     | 2013. december 31.   | 2014. április 27.  | 1017-128 | 1,84                  |
| 69 | Dodge This                             | Kidobós                                         | Benton Connor, Andres Salaff                          | 2014. január 13.     | 2014. május 10.    | 1017-132 | 2,05                  |
| 69 | Portable Toilet                        | Mozgó budi                                      | Toby Jones, Owen Dennis                               | 2014. január 27.     | 2014. május 18.    | 1017-138 | 1,89                  |
| 70 | The Postcard                           | A képeslap                                      | Hilary Florido, Madeline Queripel                     | 2014. február 10.    | 2014. december 2.  | 1017-144 | 1,89                  |
| 70 | Rigby in the Sky with Burrito          | Rigby, az ejtőernyős [Rigbi]                    | Hilary Florido, Madeline Queripel                     | 2014. február 24.    | 2014. május 24.    | 1017-139 | 1,85                  |
| 71 | Journey to the Bottom of the Crash Pit | Utazás a verem mélyére                          | Benton Connor, Sarah Oleksyk                          | 2014. március 3.     | 2014. május 24.    | 1017-140 | 1,48                  |
| 71 | Saving Time                            | Időnyerők                                       | Andres Salaff, Ryan Pequin                            | 2014. március 10.    | 2014. december 3.  | 1017-146 | 1,86                  |
| 72 | Skips' Story                           | Skips története                                 | Calvin Wong, Minty Lewis                              | 2014. április 14.    | 2014. december 4.  | 1017-146 | 2,72                  |
| 72 | Skips' Story                           | Skips története                                 | Calvin Wong, Minty Lewis                              | 2014. április 14.    | 2014. december 4.  | 1017-147 | 2,72                  |
| 73 | Guitar of Rock                         | Gitár balhé                                     | Andres Salaff, Ryan Pequin                            | 2014. március 17.    | 2014. december 1.  | 1017-141 | 2,05                  |
| 73 | Return of Mordecai and the Rigbys      | Visszatér a Mordecai és a Rigbyk                | Calvin Wong, Minty Lewis                              | 2014. április 21.    | 2014. december 1.  | 1017-142 | 2,67                  |
| 74 | Bad Portrait                           | A rossz portré                                  | Owen Dennis, Toby Jones                               | 2014. április 28.    | 2014. december 2.  | 1017-143 | 1,96                  |
| 74 | Video 101                              | Videózás alapfokon                              | Benton Connor, Sarah Oleksyk                          | 2014. május 5.       | 2014. december 3.  | 1017-152 | 2,14                  |
| 75 | I Like You Hi                          | Kedvellek                                       | Toby Jones, Owen Dennis                               | 2014. május 12.      | 2014. december 5.  | 1017-148 | TBA                   |
| 75 | Play Date                              | Játszónap                                       | Hilary Florido, Madeline Queripel                     | 2014. június 5.      | 2014. december 5.  | 1017-149 | 2,12                  |
| 76 | Expert or Liar                         | Szakértő vagy hazug                             | Benton Connor, Sarah Oleksyk                          | 2014. június 12.     | 2014. december 8.  | 1017-150 | 1,73                  |
| 76 | Catching the Wave                      | Szörfleckék                                     | Calvin Wong, Minty Lewis                              | 2014. június 19.     | 2014. december 11. | 1017-157 | 1,86                  |
| 77 | Gold Watch                             | Az aranyóra                                     | Andres Salaff, Ryan Pequin                            | 2014. június 26.     | 2014. december 8.  | 1017-151 | 2,11                  |
| 77 | Paint Job                              | Festeni jó                                      | Toby Jones, Owen Dennis                               | 2014. július 3.      | 2014. december 9.  | 1017-153 | 1,90                  |
| 78 | Take the Cake                          | Tortafuvar                                      | Hilary Florido, Madeline Queripel                     | 2014. július 10.     | 2014. december 9.  | 1017-154 | 2,18                  |
| 78 | Skips in the Saddle                    | Skips újra nyeregben                            | Benton Connor, Sarah Oleksyk                          | 2014. július 17.     | 2014. december 10. | 1017-155 | 1,68                  |
| 79 | Thomas Fights Back                     | Thomas visszavág                                | Andres Salaff, Ryan Pequin                            | 2014. július 24.     | 2014. december 10. | 1017-156 | 2,00                  |
| 79 | Bachelor Party! Zingo!!                | Legénybúcsú! Zingó!                             | Toby Jones, Owen Dennis                               | 2014. július 31.     | 2014. december 12. | 1017-159 | 1,89                  |
| 80 | Tent Trouble                           | Sátor-vész                                      | Hilary Florido, Madeline Queripel                     | 2014. augusztus 7.   | 2014. december 12. | 1017-160 | 1,79                  |
| 80 | Real Date                              | Igazi randi                                     | Calvin Wong, Minty Lewis                              | 2014. augusztus 14.  | 2014. december 11. | 1017-158 | 1,85                  |

### 6. évad (2014–2015)
| #  | Eredeti cím                           | Magyar cím                                                         | Író                                                 | Eredeti bemutató   | Magyar bemutató    | Kód      | Nézettség (millió fő) |
| -- | ------------------------------------- | ------------------------------------------------------------------ | --------------------------------------------------- | ------------------ | ------------------ | -------- | --------------------- |
| 81 | Maxin' and Relaxin'                   | Anya csak egy van                                                  | Calvin Wong, Ryan Pequin                            | 2014. október 9.   | 2015. március 30.  | 1029-163 | 2,19                  |
| 81 | New Bro on Campus                     | Az új tesó a suliban                                               | Benton Connor, Madeline Queripel                    | 2014. október 16.  | 2015. március 31.  | 1029-164 | 2,24                  |
| 82 | Terror Tales of the Park IV           | Rémmesék a parkból IV: A lyuk / Befejezetlen üzlet / Rémisztő este | Toby Jones, Owen Dennis, Sarah Oleksyk, Minty Lewis | 2014. október 29.  | 2015. október 31.  | 1029-161 | 1,74                  |
| 82 | Terror Tales of the Park IV           | Rémmesék a parkból IV: A lyuk / Befejezetlen üzlet / Rémisztő este | Toby Jones, Owen Dennis, Sarah Oleksyk, Minty Lewis | 2014. október 29.  | 2015. október 31.  | 1029-162 | 1,74                  |
| 83 | Daddy Issues                          | Golf-papa                                                          | Benton Connor, Sarah Oleksyk                        | 2014. október 23.  | 2015. április 1.   | 1029-165 | 1,71                  |
| 83 | The End of Muscle Man                 | Tuskó távozik                                                      | Minty Lewis, Sarah Oleksyk                          | 2014. október 30.  | 2015. április 3.   | 1029-167 | 1,38                  |
| 84 | Lift with Your Back                   | Munka erős hátúaknak                                               | Toby Jones, Owen Dennis                             | 2014. november 6.  | 2015. április 2.   | 1029-166 | 1,71                  |
| 84 | Eileen Flat Screen                    | Eileen esete a lapos képernyős tévével                             | Minty Lewis, Sarah Oleksyk                          | 2014. november 13. | 2015. április 8.   | 1029-172 | 1,60                  |
| 85 | The Real Thomas: An Intern Special    | Thomas igazi arca                                                  | Calvin Wong, Ryan Pequin                            | 2014. november 20. | 2015. április 7.   | 1029-169 | 1,71                  |
| 85 | The Real Thomas: An Intern Special    | Thomas igazi arca                                                  | Calvin Wong, Ryan Pequin                            | 2014. november 20. | 2015. április 7.   | 1029-170 | 1,71                  |
| 86 | The White Elephant Gift Exchange      | A fehér-elefánt-ajándékozás                                        | Benton Connor, Madeline Queripel                    | 2014. december 4.  | 2015. április 6.   | 1029-168 | 2,12                  |
| 86 | Merry Christmas Mordecai              | Boldog karácsonyt, Mordecai!                                       | Benton Connor, Madeline Queripel                    | 2014. december 4.  | 2015. április 10.  | 1029-173 | 2,12                  |
| 87 | Sad Sax                               | A szomorú szakszofon                                               | Ryan Pequin                                         | 2015. január 8.    | 2015. április 14.  | 1029-175 | 1,85                  |
| 87 | Park Managers' Lunch                  | Menedzserek ebédje                                                 | Toby Jones, Owen Dennis                             | 2015. január 15.   | 2015. április 9.   | 1029-171 | 1,84                  |
| 88 | Mordecai and Rigby Down Under         | Mordecai és Rigby Ausztráliában                                    | Calvin Wong, Casey Crowe                            | 2015. január 22.   | 2015. április 13.  | 1029-174 | 1,88                  |
| 88 | Married and Broke                     | Csórók esküvője                                                    | Toby Jones, Owen Dennis                             | 2015. január 29.   | 2015. április 15.  | 1029-176 | 1,80                  |
| 89 | I See Turtles                         | Teknőslesen                                                        | Benton Connor, Madeline Queripel                    | 2015. február 5.   | 2015. december 8.  | 1029-178 | 1,72                  |
| 89 | Format Wars II                        | A Formátum Háború folytatódik                                      | Calvin Wong és Casey Crowe                          | 2015. február 12.  | 2015. december 9.  | 1029-179 | 1,67                  |
| 90 | Happy Birthday Song Contest           | A Boldog szülinapot!-dalverseny                                    | Minty Lewis és Sarah Oleksyk                        | 2015. február 19.  | 2015. december 7.  | 1029-177 | 2,08                  |
| 90 | Benson's Suit                         | Benson öltönye                                                     | Ryan Pequin                                         | 2015. február 26.  | 2016. április 30.  | 1029-180 | 1,86                  |
| 91 | Gamers Never Say Die                  | Egy játékos örökké él                                              | Toby Jones és Owen Dennis                           | 2015. március 5.   | 2015. december 10. | 1029-181 | 1,73                  |
| 91 | 1000th Chopper Flight Party           | Az ezredik helikopteres buli                                       | Minty Lewis                                         | 2015. március 12.  | 2015. december 11. | 1029-182 | 1,66                  |
| 92 | Party Horse                           | Buliló                                                             | Benton Connor és Madeline Queripel                  | 2015. március 19.  | 2015. december 14. | 1029-183 | 1,49                  |
| 92 | Men in Uniform                        | Az egyenruha hatalma                                               | Calvin Wong és Casey Crowe                          | 2015. március 26.  | 2015. december 15. | 1029-184 | 1,95                  |
| 93 | Brilliant Century Duck Crisis Special | A gépmadár krízis                                                  | Toby Jones és Owen Dennis                           | 2015. április 9.   | 2015. december 23. | 1029-190 | 1,99                  |
| 93 | Brilliant Century Duck Crisis Special | A gépmadár krízis                                                  | Toby Jones és Owen Dennis                           | 2015. április 9.   | 2015. december 23. | 1029-192 | 1,99                  |
| 94 | Garage Door                           | A garázsajtó                                                       | Benton Connor és Madeline Queripel                  | 2015. április 2.   | 2015. december 18. | 1029-188 | 1,63                  |
| 94 | Not Great Double Date                 | Káosz a dupla randin                                               | Toby Jones és Owen Dennis                           | 2015. június 22.   | 2015. december 16. | 1029-186 | 1,66                  |
| 95 | Death Kwon Do-Livery                  | Ölj Kwon Do-futárok                                                | Calvin Wong és Casey Crowe                          | 2015. június 23.   | 2015. december 21. | 1029-189 | 1,70                  |
| 95 | Lunch Break                           | Ebédszünet                                                         | Minty Lewis és Ryan Pequin                          | 2015. június 24.   | 2015. december 22. | 1029-191 | 1,60                  |
| 96 | Dumped at the Altar                   | Pont az oltár előtt                                                | Minty Lewis és Ryan Pequin                          | 2015. június 25.   | 2015. december 17. | 1029-187 | 1,59                  |

### 7. évad (2015–2016)
| #   | Eredeti cím                    | Magyar cím                                                                 | Író                                                 | Eredeti bemutató     | Magyar bemutató      | Kód      | Nézettség (millió fő) |
| --- | ------------------------------ | -------------------------------------------------------------------------- | --------------------------------------------------- | -------------------- | -------------------- | -------- | --------------------- |
| 97  | Dumptown U.S.A.                | Lapátváros                                                                 | Benton Connor és Sam Spina                          | 2015. június 26.     | 2016. július 11.     | 1029-195 | 1,29                  |
| 97  | The Parkie Awards              | Parkdíj átadás                                                             | Madeline Queripel és Alex Cline                     | 2015. augusztus 6.   | 2016. július 12.     | 1029-196 | 1,60                  |
| 98  | The Lunch Club                 | Ebédklub                                                                   | Calvin Wong és Casey Crowe                          | 2015. augusztus 13.  | 2016. július 13.     | 1029-197 | 1,55                  |
| 98  | Local News Legend              | A helyi híradó legendái                                                    | Madeline Queripel és Alex Cline                     | 2015. augusztus 20.  | 2016. július 15.     | 1029-200 | 1,49                  |
| 99  | The Dome Experiment Special    | Élet a burok belsejében                                                    | Toby Jones, Owen Dennis, Minty Lewis és Ryan Pequin | 2015. augusztus 27.  | 2016. július 14.     | 1029-198 | 1,60                  |
| 99  | The Dome Experiment Special    | Élet a burok belsejében                                                    | Toby Jones, Owen Dennis, Minty Lewis és Ryan Pequin | 2015. augusztus 27.  | 2016. július 14.     | 1029-199 | 1,60                  |
| 100 | Birthday Gift                  | Szülinapi ajándék                                                          | Benton Connor és Sam Spina                          | 2015. szeptember 3.  | 2016. július 18.     | 1029-201 | 1,43                  |
| 100 | Cat Videos                     | Cuki cicás videók                                                          | Calvin Wong és Casey Crowe                          | 2015. szeptember 10. | 2016. július 19.     | 1029-202 | 1,31                  |
| 101 | Struck by Lightning            | Villámcsapta barátok                                                       | Toby Jones és Owen Dennis                           | 2015. szeptember 17. | 2016. július 20.     | 1029-203 | 1,39                  |
| 101 | The Return of Party Horse      | Buliló visszatér                                                           | Minty Lewis és Ryan Pequin                          | 2015. november 9.    | 2016. július 21.     | 1029-204 | 1,03                  |
| 102 | Terror Tales of the Park V     | Rémmesék a parkból V: Mr. Főnök / Pops, a vérfarkas / Felfelé / Csokihaver | Toby Jones, Owen Dennis, Ryan Pequin és Minty Lewis | 2015. oktober 29.    | 2016. oktober 30.    | 1029-193 | 1,31                  |
| 102 | Terror Tales of the Park V     | Rémmesék a parkból V: Mr. Főnök / Pops, a vérfarkas / Felfelé / Csokihaver | Toby Jones, Owen Dennis, Ryan Pequin és Minty Lewis | 2015. oktober 29.    | 2016. oktober 30.    | 1029-194 | 1,31                  |
| 103 | Sleep Cycle                    | Alvászavar                                                                 | Madeline Queripel és Alex Cline                     | 2015. november 10.   | 2016. július 22.     | 1029-205 | 1,32                  |
| 103 | Just Friends                   | Csak barátok                                                               | Calvin Wong és Casey Crowe                          | 2015. november 11.   | 2016. július 25.     | 1029-206 | 1,26                  |
| 104 | Benson's Pig                   | Benson malaca                                                              | Benton Connor és Sam Spina                          | 2015. november 12.   | 2016. július 26.     | 1029-207 | 1,16                  |
| 104 | The Eileen Plan                | Az Eileen-terv                                                             | Minty Lewis és Ryan Pequin                          | 2015. november 13.   | 2016. július 27.     | 1029-209 | 1,13                  |
| 105 | Hello China                    | Benson, a tanár                                                            | Toby Jones és Owen Dennis                           | 2015. november 30.   | 2016. július 28.     | 1029-208 | 1,25                  |
| 105 | Crazy Fake Plan                | A kikövetkeztethetetlen terv                                               | Madeline Queripel és Alex Cline                     | 2015. december 1.    | 2016. augusztus 2.   | 1029-211 | 1,25                  |
| 106 | Win That Prize                 | A siker áldozata                                                           | Calvin Wong és Casey Crowe                          | 2015. december 2.    | 2016. augusztus 3.   | 1029-212 | 1,16                  |
| 106 | Snow Tubing                    | Eileen és a hófánk                                                         | Benton Connor és Sam Spina                          | 2015. december 3.    | 2016. július 29.     | 1029-210 | 1,18                  |
| 107 | Chili Cook Off                 | A chili meccs                                                              | Toby Jones és Owen Dennis                           | 2016. március 5.     | 2016. szeptember 26. | 1029-213 | 1,08                  |
| 107 | Donut Factory Holiday          | Fánkgyár vakáció                                                           | Ryan Pequin és Nathan Bulmer                        | 2016. március 12.    | 2016. szeptember 26. | 1029-214 | 1,02                  |
| 108 | Gymblonski                     | Tesi-tesók                                                                 | Benton Connor és Sam Spina                          | 2016. március 19.    | 2016. szeptember 27. | 1029-215 | 1,19                  |
| 108 | Guys Night 2                   | Srácest 2                                                                  | Madeline Queripel és Alex Cline                     | 2016. március 26.    | 2016. szeptember 27. | 1029-216 | 1,00                  |
| 109 | Gary's Synthesizer             | Gary szintetizátora                                                        | Owen Dennis és Casey Crowe                          | 2016. április 2.     | 2016. szeptember 28. | 1029-217 | 1,00                  |
| 109 | California King                | A szemétkirály                                                             | Ryan Pequin                                         | 2016. április 9.     | 2016. szeptember 29. | 1029-219 | 1,10                  |
| 110 | Cube Bros                      | Irodai haverok                                                             | Benton Connor és Sam Spina                          | 2016. április 16.    | 2016. szeptember 29. | 1029-220 | 0,79                  |
| 110 | Maellard's Package             | Maellard csomagja                                                          | Madeline Queripel és Alex Cline                     | 2016. április 23.    | 2016. szeptember 30. | 1029-221 | 0,94                  |
| 111 | Rigby Goes to the Prom         | Rigby bálba megy                                                           | Toby Jones és Owen Dennis                           | 2016. május 5.       | 2016. szeptember 28. | 1029-218 | 1,02                  |
| 111 | The Button                     | A gomb                                                                     | Toby Jones és Owen Dennis                           | 2016. május 12.      | 2016. szeptember 30. | 1029-223 | 1,40                  |
| 112 | Favorite Shirt                 | Tuskó pólója                                                               | Ryan Pequin                                         | 2016. május 19.      | 2016. október 3.     | 1029-224 | 1,17                  |
| 112 | Marvolo the Wizard             | Marvolo, a varázsló                                                        | Benton Connor és Sam Spina                          | 2016. május 26.      | 2016. október 4.     | TBA      | 1,35                  |
| 113 | Pops' Favorite Planet          | Pops kedvenc bolygója                                                      | Madeline Queripel és Alex Cline                     | 2016. június 2.      | 2016. október 5.     | TBA      | 1,25                  |
| 113 | Pam I Am                       | Pam és én                                                                  | Casey Crowe és Gideon Chase                         | 2016. június 2.      | 2016. október 11.    | TBA      | 1,25                  |
| 114 | Rigby's Graduation Day Special | Rigby elballag                                                             | Toby Jones, Owen Dennis, Ryan Pequin és Owen Dennis | 2016. június 30.     | 2016. október 7.     | TBA      | 1,10                  |
| 115 | Lame Lockdown                  | A zárlat                                                                   | Benton Connor és Sam Spina                          | 2016. június 9.      | 2016. október 12.    | TBA      | 1,02                  |
| 115 | VIP Members Only               | VIP tagság: megéri?                                                        | Madeline Queripel és Alex Cline                     | 2016. június 16.     | 2016. október 6.     | TBA      | 0,98                  |
| 116 | Deez Keys                      | A slusszkulcs                                                              | Calvin Wong és Gideon Chase                         | 2016. június 23.     | 2016. október 10.    | TBA      | 1,18                  |

### Film (2015)
| Eredeti cím             | Magyar cím        | Rendező       | Eredeti bemutató   | Magyar bemutató  | Nézettség (millió fő) |
| ----------------------- | ----------------- | ------------- | ------------------ | ---------------- | --------------------- |
| Regular Show: The Movie | Parkműsor: A film | J. G. Quintel | 2015. november 25. | 2016. január 16. | 2,17                  |

### 8. évad (2016–2017)
| #   | Eredeti cím                                                                      | Magyar cím                                                                                         | Író | Eredeti bemutató     | Magyar bemutató                                           | Kód | Nézettség (millió fő)               |
| --- | -------------------------------------------------------------------------------- | -------------------------------------------------------------------------------------------------- | --- | -------------------- | --------------------------------------------------------- | --- | ----------------------------------- |
| 117 | One Space Day at a Time                                                          | Csak egy újabb űrnap                                                                               | Owen Dennis és Sean Glaze | 2016. szeptember 26. | 2017. február 6.                                          | TBA | 1,14                                |
| 117 | Cool Bro Bots                                                                    | A robotbratyók                                                                                     | Benton Connor és Sam Spina | 2016. szeptember 26. | 2017. február 7.                                          | TBA | 1,14                                |
| 118 | Welcome to Space                                                                 | Üdv az űrben                                                                                       | Madeline Queripel és Alex Cline | 2016. szeptember 27. | 2017. február 8.                                          | TBA | 0,96                                |
| 118 | Space Creds                                                                      | Űrkredit                                                                                           | Casey Crowe és Gideon Chase | 2016. szeptember 27. | 2017. február 9.                                          | TBA | 0,96                                |
| 119 | Lost and Found                                                                   | Talált tárgyak                                                                                     | Minty Lewis és Ryan Pequin | 2016. szeptember 28. | 2017. február 13.                                         | TBA | 0,96                                |
| 119 | Ugly Moons                                                                       | Űrugratás                                                                                          | Bentor Connor és Sam Spina | 2016. szeptember 29. | 2017. február 14.                                         | TBA | 0,98                                |
| 120 | The Dream Warrior                                                                | Álomharcos                                                                                         | Madeline Queripel és Alex Cline | 2016. szeptember 30. | 2017. február 15.                                         | TBA | 1,09                                |
| 120 | The Brain of Evil                                                                | Gonosz agy                                                                                         | Owen Dennis és Sean Glaze | 2016. október 3.     | 2017. február 10.                                         | TBA | 0,82                                |
| 121 | Fries Night                                                                      | Sültkrumpli-randi                                                                                  | Casey Crowe és Gideon Chase | 2016. október 4.     | 2017. február 16.                                         | TBA | 0,95                                |
| 121 | Spacey McSpaceTree                                                               | Spacey McSpaceTree                                                                                 | Benton Connor és Sam Spina | 2016. október 5.     | 2017. február 17.                                         | TBA | 1,04                                |
| 122 | Can You Ear Me Now?                                                              | A fül per                                                                                          | Madeline Queripel és Alex Cline | 2016. október 6.     | 2017. február 22.                                         | TBA | 0,92                                |
| 122 | Stuck in an Elevator                                                             | Liftfogság                                                                                         | Casey Crowe és Gideon Chase | 2016. október 7.     | 2017. március 10.                                         | TBA | 0,95                                |
| 123 | The Space Race                                                                   | Az űrfutam                                                                                         | Owen Dennis és Sean Glaze | 2016. október 10.    | 2017. február 20.                                         | TBA | 0,93                                |
| 123 | Operation: Hear No Evil                                                          | Semmi spoiler hadművelet                                                                           | Minty Lewis és Ryan Pequin | 2016. október 11.    | 2017. július 17.                                          | TBA | 0,91                                |
| 124 | Space Escape                                                                     | Szökés az űrbe                                                                                     | Benton Connor és Sam Spina | 2016. október 12.    | 2017. július 18.                                          | TBA | 0,84                                |
| 124 | New Beds                                                                         | Új ágyak                                                                                           | Madeline Queripel és Alex Cline | 2016. október 13.    | 2017. július 19.                                          | TBA | 1,15                                |
| 125 | Mordeby and Rigbecai                                                             | Mordeby és Rigbekai                                                                                | Casey Crowe és Gideon Chase | 2016. október 14.    | 2017. július 20.                                          | TBA | 0,88                                |
| 125 | Alpha Dome                                                                       | Az Alfa-burok                                                                                      | Owen Dennis és Sean Glaze | 2016. október 20.    | 2017. július 21.                                          | TBA | 0,99                                |
| 126 | Terror Tales of the Park VI: Fear Planet / King-Sized Candy Bars / Alien Roomate | Rémmesék a parkból - halloweeni különkiadás: Félsz bolygó / Óriás csokiszeletek / Idegen szobatárs | Sean Glaze, Owen Dennis, Minty Lewis és Ryan Pequin | 2016. október 27.    | 2017. október 31.                                         | TBA | 1,05                                |
| 127 | The Ice Tape                                                                     | A jégszalag                                                                                        | Madeline Queripel és Alex Cline | 2016. november 3.    | 2017. július 25.                                          | TBA | 0,92                                |
| 127 | The Key to the Universe                                                          | Az univerzum titkainak nyitja                                                                      | Casey Crowe és Gideon Chase | 2016. november 10.   | 2017. július 26.                                          | TBA | 1,02                                |
| 128 | Christmas in Space                                                               | Zűrkarácsony                                                                                       | Minty Lewis, Ryan Pequin, Benton Connor és Sam Spina | 2016. december 1.    | 2017. július 24.                                          | TBA | 0,92                                |
| 129 | No Train No Gain                                                                 | Edzés és jutalom                                                                                   | Owen Dennis és Sean Glaze | 2016. november 17.   | 2017. július 27.                                          | TBA | 0,99                                |
| 129 | Kill 'Em with Kindness                                                           | Szeretgesd, amíg bírja!                                                                            | Minty Lewis és Ryan Pequin | 2017. január 14.     | 2017. július 28.                                          | TBA | 1,08                                |
| 130 | Meet the Seer                                                                    | A Mindentlátó                                                                                      | Benton Connor és Sam Spina | 2017. január 14.     | 2017. július 31.                                          | TBA | 1,08                                |
| 130 | Cheer Up Pops                                                                    | Fel a fejjel, Pops!                                                                                | Casey Crowe és Gideon Chase | 2017. január 16.     | 2017. augusztus 1.                                        | TBA | 1,33                                |
| 131 | A Regular Epic Final Battle                                                      | Az igazi, eposzi leszámolás                                                                        | Madeline Queripel és Alex Cline (1. rész) Minty Lewis, Ryan Pequin, Andres Salaff, Benton Connor, Owen Dennis, Madeline Queripel és Sam Spina (2. rész) J.G. Quintel (3. rész) | 2017. január 16.     | 2017. augusztus 2. (2. rész) 2017. augusztus 3. (3. rész) | TBA | 1,33 (1. rész) 1,37 (2. és 3. rész) |

## Rövidfilmek

### DVD rövidfilm
| #  | Eredeti cím                     | Magyar cím                        | Író           | Eredeti bemutató  | Magyar bemutató |
| -- | ------------------------------- | --------------------------------- | ------------- | ----------------- | --------------- |
| 1. | Mordecai and Rigby: Ringtoneers | Mordecai és Rigby: Csengőhangolók | J. G. Quintel | 2011. április 11. |                 |

### Digitális rövidfilmek
| #  | Eredeti cím | Magyar cím | Író                        | Eredeti bemutató    | Magyar bemutató            |
| -- | ----------- | ---------- | -------------------------- | ------------------- | -------------------------- |
| 1. | USA! USA!   | USA! USA!  | Ryan Pequin és Owen Dennis | 2015. július 6.     | 2016. július 9.(YouTube)   |
| 2. | Fun Run     | Futó buli  | Sarah Oleksyk              | 2015. szeptember 1. | 2016. július 2. (YouTube)  |
| 3. | OOOHH!      | OOOHH!     | Ryan Pequin                | 2015. október 1.    | 2016. július 16. (YouTube) |
| 4. | Break Time  | Táncidő    | Madeline Queripel          | 2015. október 8.    | 2016. július 23. (YouTube) |

### Televíziós rövidfilmek
| #  | Eredeti cím                             | Magyar cím                             | Író               | Eredeti bemutató  | Magyar bemutató               |
| -- | --------------------------------------- | -------------------------------------- | ----------------- | ----------------- | ----------------------------- |
| 1. | Ninja Shoes                             | Nindzsa cipők                          | Madeline Queripel | 2016. március 26. | Magyarországon nem jelent meg |
| 2. | Coming Soon                             | Hamarosan...                           | Toby Jones        | 2016. április 2.  | Magyarországon nem jelent meg |
| 3. | Sick Day                                | Beteg nap                              | Owen Dennis       | 2016. április 9.  | Magyarországon nem jelent meg |
| 4. | Pizza Pouch Drop                        | Pizza pouch Drop                       | Owen Dennis       | 2016. április 16. | Magyarországon nem jelent meg |
| 5. | The 1973 Tetherball Championship Trophy | Az 1973-as Tetherball Bajnokság Trophy | Toby Jones        | 2016. április 23. | Magyarországon nem jelent meg |